# トロニオン (ギリシャ)
トロニオン（古希: Θρόνιον, Thronion, 羅: Thronium）は、古代ギリシアの地名である。ロクリス・エピクネミディオスの主要な都市の1つで、海岸から20スタディオン、スカルペイアから30スタディオン離れたところに位置し、ボアグリオス川沿いにある。この川はストラボンによって乾燥する冬以外の季節では川幅がときに2プレトロン（60メートル）になると言及されている。ホメロスの叙事詩『イリアス』2巻の軍船表でもボアグリオス川の近くにあると語られている。
ペロポネソス戦争の初期（前431年）にトロニオンはアテナイ人によって占領され、前426年の地震では部分的に破壊された。第三次神聖戦争では、住民を奴隷に売ったポキスの将軍オノマルコスによって占領されたため、『偽スキュラクスの周航記』によってポキスの都市と呼ばれた。またポリュビオス、エウリピデス、リウィウス、パウサニアス、リュコプローン、クラウディオス・プトレマイオス、大プリニウス、ビュザンティオンのステファノスによっても言及されている。